# Flughafen Tyler

i7
i11
i13
Der Tyler Pounds Regional Airport (IATA-Code: TYR, ICAO-Code: KTYR) ist ein öffentlicher Flughafen auf 166 m Seehöhe, 2 km westlich von Tyler, im Smith County, Mississippi in den Vereinigten Staaten. Die Fläche des Flughafens beträgt 490 ha. Er hat drei Asphaltpisten mit 2540 m, 1585 m und 1473 m Länge und jeweils 46 m Breite.

## Geschichte
Tylers Flughafen wurde am 28. Juni 1930 als Tyler Municipal Airport eingeweiht. Zu dieser Zeit gab es noch kein Terminalgebäude. Es wurde 1934 zu Ehren des Handelskammer-Managers Russell Rhodes in Rhodes Field umbenannt.
Delta startete 1930 mit Flügen nach Tyler und Fort Worth 1930. Tyler war 1936 in den Flugplänen von Delta Air Lines auf einer Route mit mehreren Zwischenstopps zwischen Dallas und Atlanta über Shreveport und andere Zwischenstopps aufgeführt.
Während des Zweiten Weltkriegs wurde der Flugplatz von den United States Army Air Forces als Trainingsbasis genutzt und nach Lieutenant Jack Windham Pounds in Pounds Field umbenannt. Am Ende des Krieges wurde der Flugplatz der lokalen Regierung zur zivilen Nutzung übergeben und wurde zum Regionalflughafen Tyler Pounds. Mid-Continent Airlines bediente Tyler bis 1947 mit Douglas DC-3-Flugzeugen und Lockheed L-18 Lodestars, die täglich Minneapolis/St. Paul in Richtung Süden bedienten.  Am 1. Februar 1947 eröffnete Mid-Continent den Dienst von Tyler nach Houston als Verlängerung der Air Mail Route 80 mit Douglas DC-3 und Lockheed L-18 Lodestars. Braniff Airways fusionierte mit Mid-Continent im Jahr 1952 und stellte den Tyler-Dienst 1954 ein.
1949 begann der Bau eines neuen Terminals.
1952 flogen Deltas Douglas DC-3 in östlicher Richtung Fort Worth – Dallas Love Field – Tyler – Longview (Texas) – Shreveport – Monroe (Louisiana) – Jackson (Mississippi) – Meridian (Mississippi) – Selma (Alabama) – Montgomery (Alabama) – Columbus (Georgia) – Atlanta sowie in Richtung Westen Atlanta – Columbus, GA – Montgomery – Meridian – Hattiesburg (Mississippi) – New Orleans – Baton Rouge – Alexandria (Mississippi) – Shreveport – Tyler – Dallas Love Field – Fort Worth. Delta hatte Konkurrenz zu Dallas Love Field, das von Trans-Texas Airways betrieben wird, ebenfalls mit DC-3s. Delta verließ Tyler 1956.
Trans-Texas Airways (TTA) fing ebenfalls in den 1940er Jahren an, Tyler zu bedienen. Ihre Douglas DC-3 flogen zwischen Dallas Love Field und Beaumont/Port Arthur über Lufkin, Palestine und  Nacogdoches, mit einem Flug weiter nach Galveston und Houston. Convair 240 Propellerflugzeuge und später  Convair 600 Turboprops übernahmen. 1966 flogen TTA Convair 240 und DC-3 nonstop nach Dallas, während Convair 240 direkt nach Houston und New Orleans flogen.
Bis 1968 hatte TTA Convair 600 Turboprop-Flüge in Tyler begonnen. Trans-Texas änderte daraufhin seinen Namen in Texas International Airlines (TI); 1970 flogen TI Convair 600 und Beechcraft 99 Turboprops nonstop nach Dallas mit direktem Convair 600-Dienst nach Memphis und New Orleans. Ebenfalls 1970 betrieb die Zubringerfluggesellschaft Air Texas einen Nonstop-Beechcraft 99-Dienst zwischen dem Flughafen und Austin, Dallas Love Field (DAL) und dem Houston Intercontinental Airport (IAH). Im Jahr 1974 wurden alle TI-Flüge in Tyler mit Convair 600-Turboprops mit drei Nonstop-Verbindungen an Wochentagen nach Dallas/Fort Worth durchgeführt sowie ein direkter Dienst nach Houston und Memphis. Im Jahr 1975 hatte Texas International Konkurrenz dazu Dallas/Fort Worth. Als Zubringerfluggesellschaft führte Metroflight Airlines, eine Tochtergesellschaft von Metro Airlines, sieben Nonstop-Flüge mit de Havilland Canada DHC-6 Twin Otter nach DFW durch, während TI zwei Nonstop-Flüge mit Convair 600 hatte.
Laut dem Official Airline Guide (OAG) vom 1. Februar 1976 betrieb Texas International einen direkten Convair 600-Dienst nach Tyler von Austin, Houston (IAH), Midland/Odessa, Shreveport und Wichita Falls. OAG listet auch neunzehn Metroflight Twin Otter-Flüge an Wochentagen auf, die nach Tyler durchgeführt werden, darunter neun Nonstop-Flüge von Dallas Fort Worth (DFW), neun Nonstop-Verbindungen von Longview und eine Nonstop-Verbindung von Nacogdoches, wobei letzterer direkt von Houston (IAH) und Lufkin bedient wird. Bis 1978 hatte sich Texas International aus Tyler zurückgezogen. 1979 betrieb Metroflight Airlines die einzigen Flüge nach Dallas/Fort Worth mit Nonstop-Service von de Havilland Canada DHC-6 Twin Otter und Short 330 sowie direkte Twin Otter-Verbindungen zu IAH über Longview und/oder Nacogdoches. Bis 1981 operierte die Fluggesellschaft an 12 Wochentagen nonstop zwischen Tyler und Dallas/Fort Worth mit Short 330 und Twin Otter. Metroflight wurde eine Fluggesellschaft von American Eagle, die Code-Sharing-Flüge für American Airlines durchführte, und betrieb 1985 weiterhin den Twin Otter-Dienst zwischen Tyler und Dallas/Fort Worth Strecke.
Im Jahre 1989 flogen American Eagle mit Saab 340 und Delta Connection mit Embraer EMB 110 Bandeirante (betrieben von Atlantic Southeast Airlines (ASA) im Auftrag von Delta Air Lines) Der Official Airline Guide listet vierzehn Wochentagsflüge zwischen Tyler und DFW auf. Bis 1991 flogen Embraer EMB-120 Brasilias und EMB-110 Bandeirantes von Delta Connection (ASA) nach DFW.  Im Jahr 1995 flog Continental Express Embraer EMB-120 Brasilias zur IAH mit drei Nonstops an Wochentagen über eine Code-Sharing-Vereinbarung mit Continental Airlines.
Bis 1999 hatte Continental Express diesen Brasilia-Dienst durch kleinere Beechcraft 1900D mit vier Nonstop-Verbindungen an Wochentagen ersetzt. Mitte der 1990er Jahre flog Conquest Airlines, eine Zubringerfluggesellschaft, Fairchild Swearingen Metroliner nonstop nach Austin und San Antonio. Dallas Express Airlines, eine andere Zubringerfluggesellschaft, flog nonstop zweimotorige Piper von DAL.
Bis zum Jahr 2000 hatte Austin Express, ebenfalls eine Zubringerfluggesellschaft, Conquest durch Nonstop-Metroliner nach Austin ersetzt. Frontier Airlines mit Sitz in Denver (Colorado), bot auch Flüge von Tyler mit einem Airbus A320 ohne Zwischenlandung nach Denver an. Diese Flüge dauerten von Juli 2019 bis April 2020, wobei die A320 das größte Flugzeug war, das jemals Linienfluglinien vom Flughafen aus betrieben hat.

### Museum

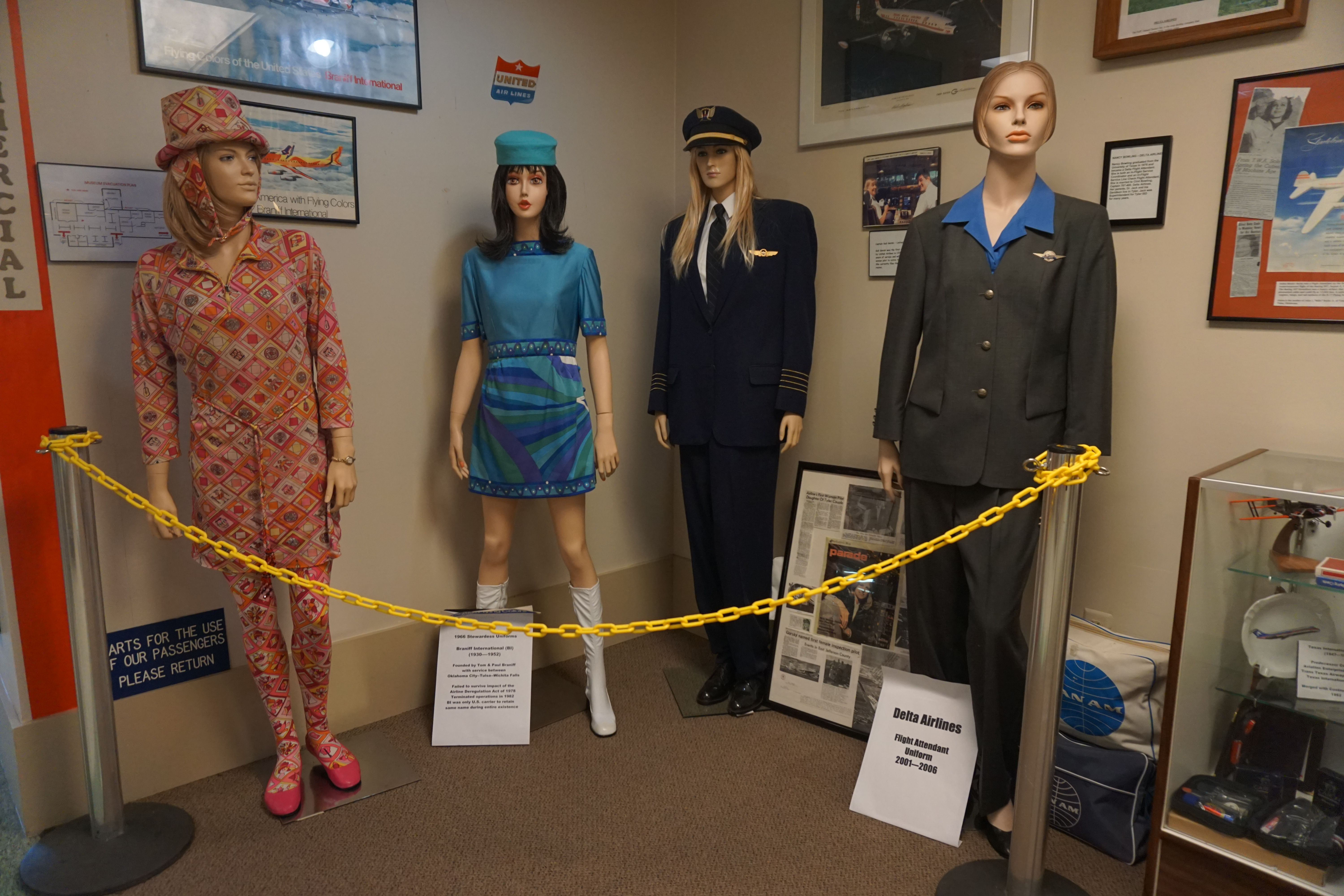
Historic Aviation Memorial Museum

Das Historic Aviation Memorial Museum, ein Luftfahrtmuseum am Flughafen, mietete und zog in das seit 2002 geschlossene ehemalige Tyler-Passagierterminal ein. Das Museum zeigt unter anderem eine Reihe von militärischen Düsenjägern und fliegt und wartet zwei in Russland hergestellte MiG-17F-Jets, die auf dem Flughafen stationiert sind.

## Flugbetrieb
Im Jahre 2021 wurden 39.943 Passagiere befördert.  Im Jahre 2022 haben 37.254 Flugbewegungen stattgefunden, davon 9.195 lokale Bewegungen, 21.673 Zwischenlandungen, 3.237 Air-Taxi-Flüge, und 2.434 Frachtflüge und 715 militärische Flüge. 71 einmotorige und 15 zweimotorige Flugzeuge, 19 Jetflugzeuge und 5 Helikopter waren 2022 hier stationiert.
Die wichtigsten Fluggesellschaften für den Flughafen sind heute United Airlines und American Airlines.